# August Leo Zaar
August Leo Zaar (* 7. August 1860 in Köln; † 2. Mai 1911 in Berlin) war ein deutscher Architekt und Buchautor.

## Leben
August Leo Zaar war ein Sohn des promovierten Arztes Heinrich Joseph Zaar und der Katharina Zaar geb. Führer.
Seine älteren Brüder waren die späteren Architekten Heinrich Zaar und Carl Zaar.
Carl Zaar erhielt seine Ausbildung bei Vinzenz Statz in Köln.
Er war Dozent an der Königlichen Kunstschule in Berlin (1902 nachgewiesen) und am Kunstgewerbemuseum Berlin (1906 nachgewiesen). Am 6. Dezember 1897 schrieb er mit seiner Rekonstruktionszeichnung, die die Frontansicht wie auch den Grundriss des nicht mehr erhaltenen „Gesund- und Heilbrunnen“ in Freienwalde wiedergibt, dem Architekten Andreas Schlüter zu.

## Werk

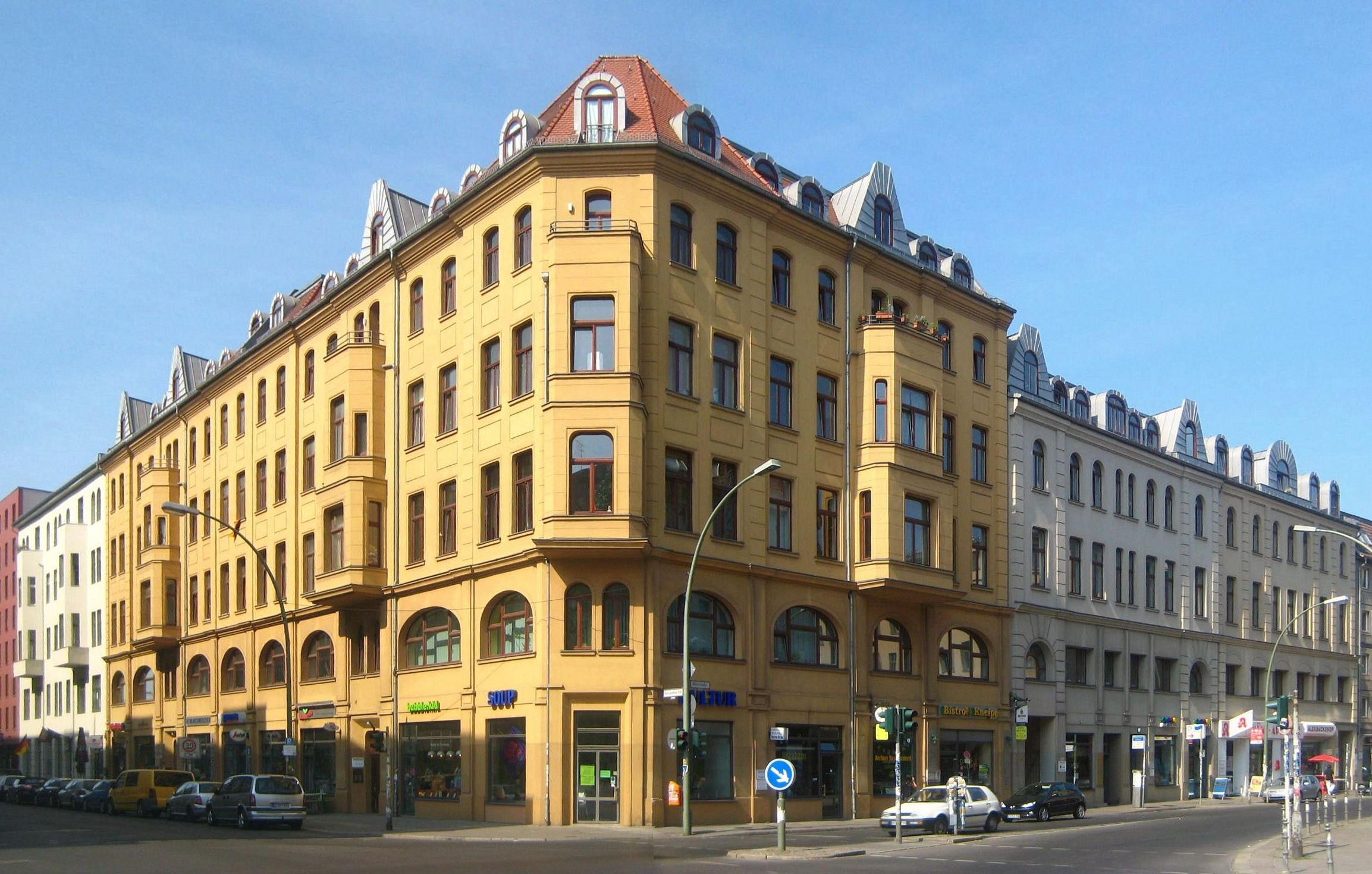
Berlin, Münzstr. 1–5

- 1889: als Planverfasser der Gastwirtschaft Kaiserhof Köln an der Salomonsgasse[4]
- vor 1890: Wohnhaus für die Familie Nettesheim am Karolingerring[5]
- um 1890: Münzstraße 1/5 / Rosa-Luxemburg-Straße 5/7, Wohn- und Geschäftshaus,[6] Fassadenüberformung um 1920[7]
- 1897: Rekonstruktionszeichnung des nicht mehr erhaltenen „Gesund- und Heilbrunnen“ in Bad Freienwalde an der Oder
- 1900: Details von alten Holzhäuser, Rouen, Caen, Lisieux[8]
- 1906: Ankauf seines Entwurfs zum Rathaus Neustadt in Westpreußen[9]

## Veröffentlichungen
- Carl Zaar, August L. Zaar: Geschäfts- und Kaufhäuser, Warenhäuser und Meßpaläste, Passagen und Galerien. In: Eduard Schmitt (Hrsg.): Handbuch der Architektur. Arnold Bergsträsser Verlagsbuchhandlung A. Kröner, Stuttgart 1902.